# Lucy Oliver
Lucy Oliver (* 18. November 1988 in Wanganui als Lucy van Dalen) ist eine ehemalige neuseeländische Leichtathletin, die im Mittel- und Langstreckenlauf an den Start ging.

## Sportliche Laufbahn
Erste Erfahrungen bei internationalen Meisterschaften sammelte Lucy Oliver vermutlich bei den Crosslauf-Weltmeisterschaften 2006 in Fukuoka, bei denen sie nach 21:59 min auf den 59. Platz im U20-Rennen gelangte. Zudem siegte sie im selben Jahr in 4:40,64 min im 1500-Meter-Lauf bei den Ozeanienmeisterschaften in Apia. Ab 2007 studierte sie an der Stony Brook University in den Vereinigten Staaten und 2012 wurde sie NCAA-College-Hallenmeisterin über die Meile und schloss im selben Jahr ihr Studium ab. Im August nahm sie über 1500 Meter an den Olympischen Sommerspielen in London teil und schied dort mit 4:06,97 min im Halbfinale aus. 2014 schied sie bei den Hallenweltmeisterschaften in Sopot mit 9:10,20 min in der Vorrunde im 3000-Meter-Lauf aus und anschließend verpasste sie bei den Commonwealth Games in Glasgow mit 4:14,86 min den Finaleinzug über 1500 Meter und gelangte im 5000-Meter-Lauf mit 15:58,43 min auf Rang 13. 2016 nahm sie über 5000 Meter an den Olympischen Sommerspielen in Rio de Janeiro teil und schied dort mit 15:53,77 min im Vorlauf aus, woraufhin sie ihre aktive sportliche Karriere im Alter von 27 Jahren beendete.
2013 wurde Oliver neuseeländische Meisterin im 1500-Meter-Lauf.

## Persönliche Bestzeiten
- 1500 Meter: 4:05,76 min, 20. Juni 2012 in San Diego
- Meile: 4:31,78 min, 17. Juli 2012 in Cork
- 2000 Meter (Halle): 5:47,62 min, 8. Februar 2014 in Boston
- 3000 Meter (Halle): 8:53,95 min, 15. Februar 2014 in New York City
- 5000 Meter: 15:21,08 min, 19. April 2013 in Walnut